# HD 146834
HD 146834，又名BD-19 4357，SAO 184309、HR 6076，是一颗恒星，视星等为6.29，位于銀經355.21，銀緯20.95，其B1900.0坐标为赤經16h 13m 16.2s，赤緯-19° 20.95′ 26″。